# Brontispa sacchari
Brontispa sacchari es un insecto coleóptero de la familia Chrysomelidae.
Fue descrita científicamente por primera vez en 1960 por Gressitt.